# Старий Уязд
Старий Уязд (пол. Stary Ujazd, нім. Alt Ujest) — село в Польщі, у гміні Уязд Стшелецького повіту Опольського воєводства.
Населення — 599 осіб (2011).

## Демографія
Демографічна структура станом на 31 березня 2011 року:
|          | Загалом | Допрацездатний вік | Працездатний вік | Постпрацездатний вік |
| -------- | ------- | ------------------ | ---------------- | -------------------- |
| Чоловіки | 305     | 64                 | 199              | 42                   |
| Жінки    | 294     | 45                 | 175              | 74                   |
| Разом    | 599     | 109                | 374              | 116                  |